# 미야자와 리에
미야자와 리에(일본어: 宮沢 りえ, 1973년 4월 6일~)는 일본의 배우이다.
도쿄도 네리마구 출신. M2 기획 소속.

## 내력
11세 때 모델로서 데뷔해, 곧 잡지 《주간 세븐틴》의 표지 모델이 되었다. 1987년, CM 《미츠이 리하우스》의 초대 리하우스 걸을 맡아 주목을 끌어, 톱 아이돌 중 한 명이 되었다.
17세 때 《훈도시 캘린더》나, 18세 때 헤어 누드 사진집 《Santa Fe》 등의 기발한 화제를 만들었고, 매니저를 맡고 있던 어머니의 존재로도 주목받았다. 약혼이나 약혼 해소, 또 남성과의 교제, 심지어 거식증 소문 등, 연예 언론에서 배싱 보도가 잇따라, 미국 샌디에이고로 이주를 발표하는 등, 한 시기는 연예 활동 휴지 상태가 되었다.
극도로 여윈 상태에서 회복해왔다고 보인 때부터, 서서히 연예 활동을 재개해, 2002년, 《황혼의 사무라이》에서 안정된 연기를 선보여, 영화의 성공 이후에는, 배우로서의 활동 폭이 넓어져, 본격파 배우로서의 평가가 정착한다.

## 인물
- 어머니가 일본인, 아버지가 네덜란드인이다[2].

## 출연

### 영화
- 우리의 7일간 전쟁(1988년, 토호) - 주연·나카야마 히토미 역
- 어느 쪽으로 하지(1989년, 토호) - 나미코 역
- 고히메(1992년, 쇼치쿠) - 고히메 역
- 에로틱한 관계(1992년, 쇼치쿠)
- 반딧불이의 빛(1994년)
- 47인의 자객(1994년, 토호) - 카루 역
- 천수 이야기(1995년) - 카메히메 역
- 유원경몽(2000년) - 주연·제이드 역
- 운전수의 사랑 The Cabbie(2000년) - 주연
- 낚시 바보 일지 12 사상 최대의 유급 휴가(2001년, 쇼치쿠) - 키도 코즈에 역
- 황혼의 사무라이(2002년, 쇼치쿠) - 주연·이누마 토모에 역
- 우츠츠(2002년, 닛카츠) - 조연
- 무사시(2003년) - 조주연
- 토니 타키타니(2004년, 도쿄 테아트르) - 주연·에이코 / 히사코 역
- 아버지와 산다면(2004년, PAL 기획) - 주연·후쿠요시 미츠에 역
- 아슈라 성의 눈동자(2005년, 쇼치쿠) - 주연·츠바키 역
- 하나(2006년, 쇼치쿠) - 주연·오사에 역
- 오리온좌에서 온 초대장(2007년, 토에이) - 주연·토요타 토요 역
- 꿈대로(2008년, PAL 기획) - 나카노 준코 역
- 젤라틴 실버 LOVE(2009년)
- 야지마 미용실 THE MOVIE(2010년, 쇼치쿠)
- 수수께끼 풀이는 저녁식사 후에(2013년, 토호) - 쿠마자와 미호/팬텀 솔러스 역
- 종이 달(2014년, 쇼치쿠) - 주연·우메자와 리카 역
- 마녀 배달부 키키(2014년, 토에이) - 코키리 역
- 화장실의 피에타(2015년, 쇼치쿠 미디어 사업부) - 타쿠토의 엄마 역
- 행복 목욕탕(2016년, 클록 워크스) - 주연·사치노 후타바 역
- TOO YOUNG TO DIE! 젊어서 죽다(2016년, 토호/아스믹 에이스) - 히로미의 20년 후 역
- 인간실격(2019년) - 주연·츠시마 미츠코 역

### 드라마
- 쫓아가고 싶어(1988년 10월~12월, 후지 TV) - 미즈사와 레이코 역
- 대하드라마(NHK)
  - 카스가노 츠보네(1989년) - 오하츠(소녀 시절) 역
  - 태평기(1991년)
  - 겐로쿠 요란(1999년) - 요젠인 역
  - 무사시 MUSASHI(2003년) - 오시노 역
  - 고우~공주들의 전국~(2011년) - 요도 역
  - 가마쿠라도노의 13인(2022년) - 마키노 카타 역
- 청춘 오로라·스핀 스완의 눈물(1989년 4월~9월, 다이에이 TV) - 주연·미카 역
- 악마를 해치워라!(1990년 1월 6일, TBS) - 주연·호시카와 마키 역
- 언제나 누군가를 사랑하고 있어(1990년 1월~3월, 후지 TV) - 주연·사쿠라이 리코 역
- 언젠가 누군가와 외박!(1990년 10월~12월, 후지 TV) - 주연·야마노우치 리코 역
- 여자란 불가사의 제1화 〈로스트 버진〉(1991년 9월 27일, TBS) - 주연·미나미 치히로 역
- 밸런타인에 무언가가 일어난다 제1화 〈선생님이 좋아요!〉(1991년, TBS)
- 성야에 안아(1991년, 후지 TV)
- 도쿄 엘리베이터 걸(1992년 1월~3월, TBS) - 주연·사와키 츠카사 역
- 서유기(1993년 3월 28일, 닛폰 TV) - 주연·삼장 법사 역
- 청춘 보탄 도로(1993년, NHK)
- 드라마 결혼식장 신부 시중인이 간다(1994년~1996년, 칸사이 TV)
- 북쪽 나라에서 '95 비밀(1995년, 후지 TV) - 코누마 슈 역
- 여름의 일족(1995년 ,NHK) - 후지타 나미 역
- 성야의 기적 제3화 〈도쿄적 성탄절〉(1995년 12월 23일, 후지 TV)
- 협주곡(1996년 10월~12월, TBS)
- 삼색 털 고양이 홈즈의 황혼 호텔(1998년 2월 21일, TV 아사히) - 카타야마 하루미 역
- 아내 따위 무섭지 않아 제4화(1998년 5월 3일, TBS) - 사와무라 코마코 역
- 신이시여, 조금만 더(1998년 7월~9월, 후지 TV) - 타키무라 리사 역
- 북쪽 나라에서 '98 시대(1998년, 후지 TV) - 코누마 슈 역
- 로맨스(1999년 4월~6월, 닛폰 TV) - 주연·미즈키 역
- 푸드 파이트(2000년 7월~9월, 닛폰 TV) - 미야조노 사에카 역
- 오이네 아버지의 이름은 지볼트(2000년, NHK) - 주연·쿠스모토 이네 역
- 안녕히 무코다 쿠니코 바람 불다(2001년, TBS) - 카와니시 하츠에 역
- 나가사키 부라부라부시(2001년, TV 아사히)
- 벽공의 탱고(2001년, NHK) - 야마나카 키누코 역
- 푸른 복수의 꽃(2002년, NHK) - 아오야마 사키 역
- 아케치 코고로 대 괴인 20면상(2002년 8월 27일, TBS) - 요시나가 후미요 역
- 북쪽 나라에서 2002 유언(2002년, 후지 TV) - 코누마 슈 역
- 혈맥(2003년 9월 8일, TV 도쿄) - 요코야마 시나 역
- 야마모토 슈고로 생탄 백 주년 기념 프로그램 첫 꽃봉오리(2003년 12월 8일, TBS) - 주연
- 태합기 원숭이라 불린 사나이(2003년 12월 27일, 후지 TV) - 오이치 역
- 가장 소중한 사람은 누구입니까?(2004년 10월~12월, 닛폰 TV) - 나카마치 토코 역
- 나츠메가의 식탁(2005년 1월 5일, TBS) - 나츠메 쿄코 역
- 블루 카나리아(2005년 5월 22일, WOWOW) - 오오바 리츠 역
- 여자의 일대기 제1화 〈세토우치 쟈쿠쵸〉(2005년 11월 24일, 후지 TV) - 주연·세토우치 쟈쿠쵸 역
- 블랙 보드~시대와 싸운 교사들~ 제1화(2012년 4월 5일, TBS)
- 신의 보트(2013년 3월 10일~24일, NHK BS 프리미엄) - 주연·노지마 역
- LEADERS 리더즈(2014년 3월 22일~23일, TBS) - 유키노 역
- 구구는 고양이다(2014년 10월~11월, WOWOW) - 주연·코지마 아사코 역
- 구구는 고양이다 2-good good the fortune cat-(2016년 6월~7월, WOWOW) - 주연·코지마 아사코 역
- 소세키는 괴로워-(2016년 12월 10일, NHK BS 프리미엄) - 주연·

## 서적

### 사진집
- Pour Amitie(1989년)
- Quelle Surprise(1989년)
- Rie Miyazawa(FRAGILE, 1990년)
- Santa Fe(1991년)
- Santa Fe New Edition(1999년)
- 이토 사치코×미야자와 리에 STYLE BOOK(2005년)